# Tamami Tanaka
Pour les articles homonymes, voir Tanaka.
Tamami Tanaka (田中 珠美, Tanaka Tamami), née le 26 mai 1975 à Yamada, est une biathlète japonaise.

## Carrière
S'entraînant dans le Tōsenkyō de la Force terrestre d'autodéfense japonaise, elle fait ses débuts en Coupe du monde lors de la saison 1996-1997, marquant ses premiers points deux ans plus tard avec une treizième place au sprint d'Antholz. Aux Championnats du monde à Oslo en 2000, elle se place quatrième de l'individuel, son meilleur résultat au niveau international, qu'elle égale quelques semaines plus tard au sprint d'Osrblie. Elle est aussi quatrième sur deux relais, meilleur résultat pour le Japon dans la discipline.
Aux Jeux olympiques de Salt Lake City en 2002, elle est 29e du sprint, 23e de la poursuite, 45e de l'individuel et 14e du relais. Elle enregistre des points pour la Coupe du monde jusqu'en 2005 (40e du classement général en 2003), mais participe ensuite aux Jeux olympiques de Turin en 2006, où elle est notamment 32e de l'individuel.
Tanaka dispute sa dernière compétition internationale aux Championnats du monde 2007.

## Palmarès

### Jeux olympiques
| Épreuve / Édition                   | Individuel | Sprint | Poursuite | Départ en masse                  | Relais |
| Jeux olympiques 2002 Salt Lake City | 45e        | 29e    | 23e       | Épreuve inexistante à cette date | 14e    |
| Jeux olympiques 2006 Nagano         | 32e        | 65e    | -         | -                                | 16e    |

### Championnats du monde
| Épreuve / Édition                        | individuel | Sprint | Poursuite | Départ en masse | Relais | Relais mixte                     |
| Mondiaux 1999 Kontiolahti Oslo           | 56e        | 45e    | -         | -               | 10e    | Épreuve inexistante à cette date |
| Mondiaux 2000 Oslo Lahti                 | 4e         | 31e    | 30e       | -               | 9e     | Épreuve inexistante à cette date |
| Mondiaux 2001 Pokljuka                   | 28e        | 39e    | 35e       | 23e             | 9e     | Épreuve inexistante à cette date |
| Mondiaux 2003 Khanty-Mansiysk            | 49e        | 58e    | 53e       | -               | 13e    | Épreuve inexistante à cette date |
| Mondiaux 2004 Oberhof                    | 22e        | 74e    | -         | -               | 16e    | Épreuve inexistante à cette date |
| Mondiaux 2005 Hochfilzen Khanty-Mansiysk | 41e        | 51e    | 40e       | -               | 17e    | 18e                              |
| Mondiaux 2007 Antholz Anterselva         | 76e        | —      | —         | —               | —      | 20e                              |

Légende :

 : épreuve inexistante à cette date

— : pas de participation à cette épreuve.

### Coupe du monde
- Meilleur classement général : 40e en 2003.
- Meilleur résultat individuel : 4e.

#### Classements annuels
| Année | Classement général final |
| 1999  | 45e                      |
| 2001  | 41e                      |
| 2001  | 41e                      |
| 2002  | 50e                      |
| 2003  | 40e                      |
| 2004  | 68e                      |
| 2005  | 80e                      |

### Jeux asiatiques
- Médaille d'or du sprint en 2003.